# Lodowa pułapka
Lodowa pułapka (ang. Iceberg) – powieść sensacyjno-przygodowa autorstwa Clive’a Cusslera. Ukazała się w 1975. Jest drugą książką z serii o przygodach Dirka Pitta. Jej akcja rozgrywa się na morzu i lądzie, w Arktyce, na Islandii i Stanach Zjednoczonych.

## Fabuła
Szef NUMA, admirał James Sandecker, odwołuje z wypoczynku na słonecznych plażach Kalifornii swojego współpracownika i ulubieńca, majora Dirka Pitta, by zlecić mu wyjaśnienie okoliczności zaginięcia „Laxa”, niewielkiego, supernowoczesnego statku turystycznego wraz z jego właścicielem, miliarderem Kristjanem Fyrie. Zadanie już na początku jest niecodzienne, gdyż jednostka, którą przypadkiem odnalazł lotniczy patrol Straży Wybrzeża, tkwi uwięziona wewnątrz góry lodowej dryfującej w wodach Arktyki. Dotarłszy na statek, Pitt odkrywa, że cała załoga „Laxa” zginęła w gwałtownym pożarze, który w żadnym razie nie powinien mieć miejsca na tego typu statku. Okazało się jednak, że Fyrie, którego zwłok na „Laxie” nie było, zbudował nowy rodzaj sondy do wykrywania złóż metali na dnie oceanów, przy konstrukcji której wykorzystał stworzony w amerykańskim laboratorium celt-279, nowy, niestabilny izotop o bardzo wybuchowych własnościach. Nowatorskim urządzeniem jest zainteresowany Biały Dom, ale również wywiad Związku Radzieckiego.
W trakcie powrotnego lotu na Islandię śmigłowiec Pitta zostaje zaatakowany przez nieoznakowany odrzutowiec Lorelei Mark VIII. Dirk zwycięża w nierównej walce, ale rozbija uszkodzoną maszynę podczas przymusowego lądowania, doznając obrażeń. Po wyleczeniu kontuzji otrzymuje od admirała Sandeckera polecenie nawiązania znajomości z piękną Kirsti Fyrie, siostrą zaginionego Kristjana, która przejęła władzę nad wielkimi firmami brata. Dąży do tego również jej narzeczony, biznesmen Oscar Rondheim, usiłujący również przemocą skłonić Kirsti do ślubu. Wraz z rozwojem wydarzeń wychodzi na jaw, że brutalny, pozbawiony skrupułów i faktycznie będący przestępcą Rondheim wykrył, że Kirsti to nikt inny jak Kristjan po operacji zmiany płci. Szantażuje Kirsti swoją wiedzą, pragnąc jak najszybciej objąć we władanie jej imperium.
Tymczasem Dirk Pitt wpada na trop tajemniczej korporacji o nazwie Hermit Limited, utworzonej przez amerykańskiego miliardera F. Jamesa Kelly’ego, z którą związany jest także Oscar Rondheim. Jej celem jest przejęcie kontroli nad Ameryką Południową poprzez tajny wykup wszystkich ważnych sektorów przemysłowych w tym słabym ekonomicznie regionie i realizacja utopijnej idei o stworzeniu jednego kraju wszelkiej szczęśliwości. Na początek korporacja zamierza przejąć kontrolę nad dwoma państwami, by po ich unii i szybkim przekształceniu w modelowo działającą strukturę gospodarczą skłonić do przyłączenia się pozostałe kraje regionu.
Chcąc odwrócić uwagę świata od przejęcia dwóch państw południowoamerykańskich, Hermit Limited wprowadza w życie równie wyrafinowany jak nikczemny plan, który zakłada upozorowanie w niezamieszkanym rejonie Islandii katastrofy lotniczej z udziałem szeregu porwanych wcześniej ważnych osobistości z różnych krajów. Podczas burzy medialnej, wywołanej zniknięciem dostojników i trwającej nieprzerwanie za sprawą nieuniknionych poszukiwań ofiar katastrofy, dojdzie do zgładzenia dwóch latynoskich przywódców i błyskawicznego przejęcia kontroli nad ich krajami.
Celem Hermit Limited mają być prezydenci Dominikany – Pablo Castille i Gujany Francuskiej – Juan De Croix, przebywający w San Francisco jako uczestnicy międzynarodowej konferencji poświęconej ekonomii i gospodarce rolnej. Po jej zakończeniu, a przed swoim powrotem do domu, dwaj przywódcy zamierzają zwiedzić Disneyland. Tam też ma dojść do zamachu na ich życie.
Dirk Pitt, którego uwięziono z porwanymi osobami, wymyka się swoim prześladowcom, pozyskuje zabytkowy samolot Ford Trimotor i rusza na pomoc swoim niedawnym towarzyszom niedoli, a obecnie ofiarom sfingowanej katastrofy lotniczej, wystawionym na działanie żywiołów. Po udanej akcji ratunkowej i odniesieniu kolejnych obrażeń trafia do szpitala, ale tylko po to, żeby niemal natychmiast stamtąd umknąć i ocalić prezydentów przed śmiercią z rąk zamachowca i tym samym ostatecznie zniweczyć opętańcze plany Hermit Limited.